# Riera d'Alforja
La riera d'Alforja és un curs d'aigua intermitent de la comarca del Baix Camp.
Neix al cim del coll d'Alforja, població de la qual pren el nom oficial. Es nodreix d'afluents com la riera de Riudecols i de les Voltes, i els barrancs del Xampany, de la Canaleta, del Llobregat, de les Comes i del Rave. Associats a les dues Rieres –les de Riudecols i de les Voltes- hi trobem els barrancs de les Irles, del Mas d'en Cabrer i de les Valls. Alguns d'aquests cursos presenten les característiques de les torrenteres de muntanya a causa de la seva localització a la serralada prelitoral –cingles de l'Arbolí, serra de Molló i serra de Puigcerver-.

## Dades
Té una longitud de 22 km, als que cal sumar les longituds dels onze barrancs i rieres que hi desemboquen. La superfície de la seva conca hidrogràfica arriba als 76,625 km². La seva forma ens recorda la d'un embut, la part superior correspondria a la conca de recepció amb una gran capacitat de recollida d'aigua, que després en els trams mitjans i finals no troba correspondència per a l'evacuació de l'aigua recollida i provoca les temudes inundacions en cas de pluges intenses.

## La riera a Cambrils

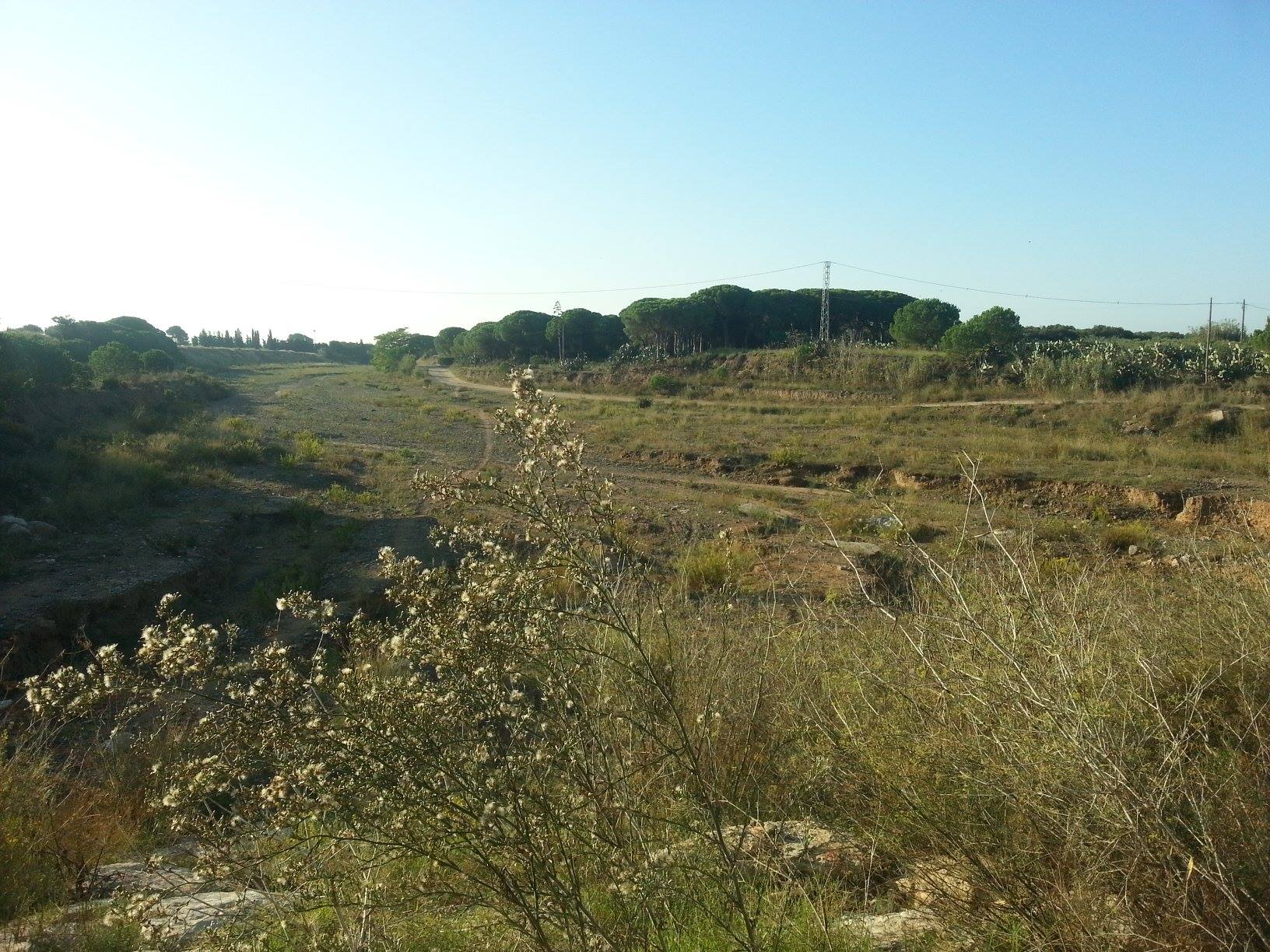
La riera abans d'entrar a Cambrils

Al seu pas pel municipi de Cambrils s'integra en l'entramat urbà i es converteix en un eix de connexió entre els dos nuclis –la vila i la platja-. El 1974 es va iniciar la seva canalització, una de les obres públiques més importants que ha assumit el municipi de Cambrils, ja que n'ha canviat la fesomia i els usos, transformant-la en un espai útil per a l'esport. En el tram on s'ubica l'Ajuntament s'hi celebra al desembre el Cros de Cambrils amb el Trofeu Salceda i Castells, competició inclosa a la lliga de cros de la Federació Catalana d'Atletisme.

### Rierades
Ha estat protagonista de diverses rierades, en les que l'aigua ha baixat desfermada i ha ocasionat veritables catàstrofes. Estan documentades les de 14 i 15 de setembre de 1762, 15 d'octubre de 1831 –també coneguda com a rierada de santa Teresa-, 19 i 20 d'octubre de 1866 –rierada de santa Irene-, 23 de setembre de 1874 -rierada de santa Tecla- 16 d'octubre de 1911, 29 de setembre i 18 d'octubre de 1959, així com la més recent de 10 d'octubre de 1994.

### Canalització de la riera
Les obres de canalització, que li van assignar una amplada de trenta metres i una alçada de tres metres, van començar a l'abril del 1975 per l'empresa TETRAC, S.A., i gestionada i finançada per la Confederació Hidrogràfica del Pirineu Oriental. Les obres es van realitzar al mateix temps que es construïa el pont que uneix el Raval de Gràcia i el Carrer Hospital. A més, s'hi van instal·lar unes comportes per disminuir el risc d'inundacions. En total, van costar 50 milions d'euros, i els murs tenen una altura de 2,60 metres. Tot i així, la rierada del 1994 va ensorrar un dels murs de contenció.

## Referències

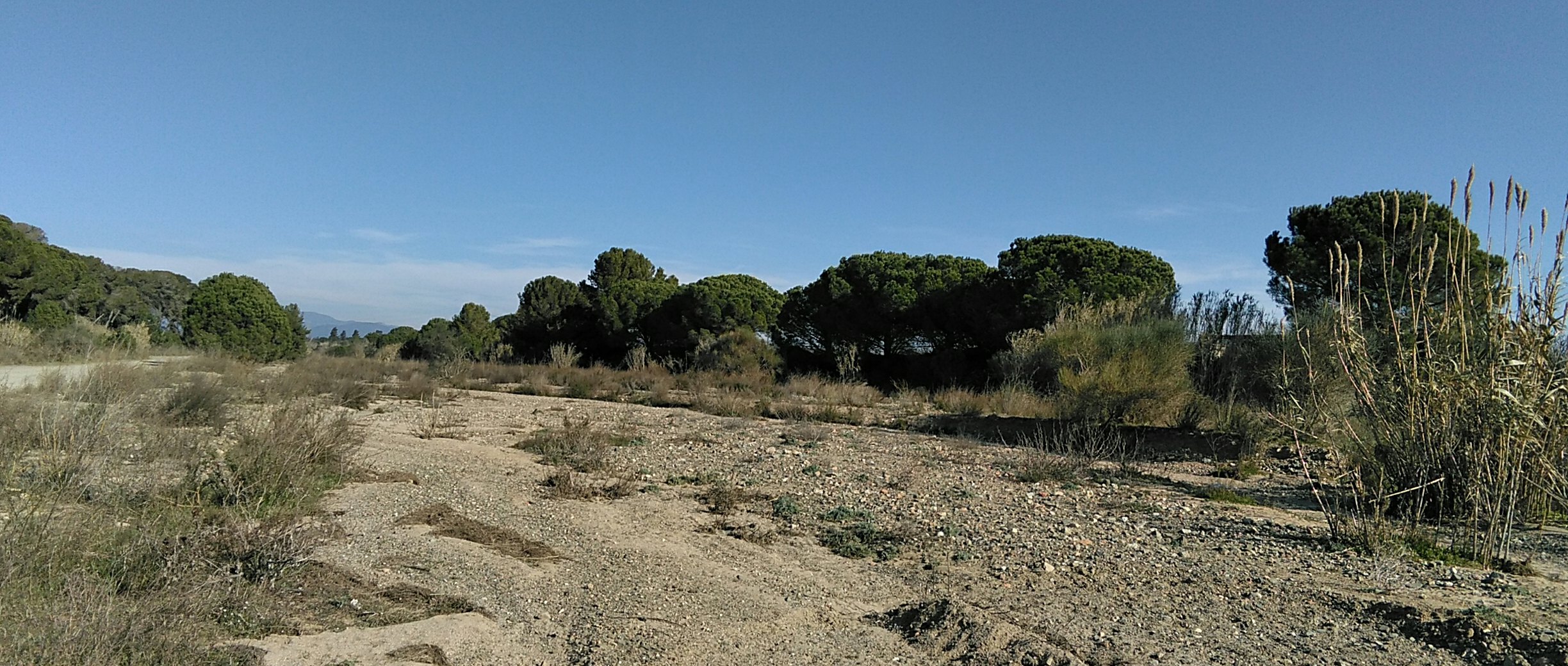
Llit de la Riera d'Alforja al seu pas entre els termes municipals de Riudoms i Botarell